# Schonauwen
Schonauwen is een ontginningspolder en voormalig waterschap in de Nederlandse gemeente Houten in het zuiden van de provincie Utrecht. Door de aanleg van het Amsterdam-Rijnkanaal werd het gebied in tweeën gesneden. Het noordelijke deel is inmiddels onder de bebouwing van de nieuwbouwwijken van Houten verdwenen. Vroeger was het een heerlijkheid met de bijbehorende ridderhofstad kasteel Schonauwen, eeuwenlang het belangrijkste gebouw in de polders. De nieuwbouwwijk rond dit kasteel draagt als herinnering aan de geschiedenis de naam Schonauwen.

## Ontginning
De polders Vuijlcop en De Knoest, die later de heerlijkheid Schonauwen vormden, werden in het begin van de 12e eeuw ontgonnen in opdracht van de bisschop Andries van Utrecht volgens het copestelsel. Stukken broekbos met elzen en wilgen ter grootte van 16 morgen, dat is ruim 14 hectare, werden aan zogenoemde "copers" uitgegeven.

## Grondbezit
Deze twee polders waren 45 "hoeven" groot, ze werden in 1134 door bisschop Andries geschonken aan de door hem gestichte Norbertijnerabdij van Mariënweerd bij Beesd. Ergens tussen 1384 en 1410 heeft deze abdij dit bezit weer afgestoten, wellicht aan de Stevensabdij in Utrecht.
Aan het begin van 17e eeuw bezaten de Utrechtse kloosters en kapittels nog rond 450 morgen land of rond 60 procent van de polders. Nog altijd zeven hoeven aan de Houtensewetering met 130 morgen land waren aan het eind van de 18de eeuw bezit van het Convent van Oudwijk. In totaal bezaten de kapittels en kloosters toen nog 275 morgen ofwel een kleine 30 procent van het land in de polders.
Als in 1795 "Vrijheid, Gelijkheid en Broederschap" uitgangspunt voor het maatschappelijk handelen wordt, leidt dit tot afschaffing van het beheer van de voormalige klooster- en kapittelbezittingen door regenten. De hoeven worden in het voorjaar van 1797 tot provinciaal eigendom verklaard en de zeven boerderijen aan de Houtensewetering worden nog hetzelfde jaar aan boeren verkocht. De situatie waarin het meeste land in de polders in handen van de boeren is, is echter niet blijvend. Van de elf boerenbedrijven in de polders moeten er zes tussen 1829 en 1842 alweer verkocht worden. Die noodzaak tot verkoop ontstaat vaak na overlijden van de boer, als er onvoldoende geld is om op een andere manier tot verdeling van de nalatenschap onder de kinderen te komen. Bovendien rusten er soms grote hypothecaire schulden op de boerderij.
Het zijn nu weer grootgrondbezitters die naar voren komen. Voor hen is het beleggen van hun geld in onroerend goed in deze tijd een van de weinige mogelijkheden. Het bankwezen was in de eerste helft van de 19de eeuw nog maar weinig ontwikkeld en de industriële revolutie was in Nederland nog nauwelijks op gang gekomen. De renteniers zijn dan bij veilingen van boerderijen vaak de meest biedende partij.
De meeste boerderijen stonden vanouds aan de Houtensewetering. Van die wetering uit was ooit de ontginning begonnen. Hoewel de polders dus 45 "hoeven" groot waren hebben er nooit 45 boerderijen gestaan; een groot deel ervan bestond uit losse percelen, die verpacht werden aan onder meer boeren die hun hoofdbedrijf op de Houtense Vlakte hadden.
Rond 1800 stonden er aan de Houtensewetering nog tien boerderijen, de meeste dan nog 16 morgen groot, maar ook twee die dubbel zo groot waren. De hoeves strekten zich uit van deze wetering tot aan de Schalkwijksewetering, goeddeels volgens de oude perceelsindeling. De Schalkwijksewetering was gegraven voor de ontwatering van de onder Schalkwijk gelegen gronden. Aan die wetering stonden in Schonauwen maar twee boerderijen, waarvan er één met een eendenkooi.

## Heren en vrouwen van Schonauwen
- Jan van Arkel Leyenburg (1370-1422) heer van Leyenburg en Schonauwen - getrouwd (1) met Aleijd Wouters van Ingen (1370-1418) - getrouwd (2) met Petronella Sloyer (1390-)
- Otto van Arkel (ca. 1390-ca.1435/6) - zoon uit 1e huwelijk
- Aleida van Arkel Leyenburg (1420-1490) dochter uit 2e huwelijk - getrouwd met Roelof Alberts van Baern (1420 - 30 september 1469)
- Roelof van Baern (1455 - 9 april 1521) zoon, werd op 17 juli 1497 beleend met Schonauwen - getrouwd in 1495 met Hadewich van Zoudenbalch (1460-1503).
- Joost van Baern (1490-1559) zoon - getrouwd met Elisabeth van Culemborg (1500-1550)
- Roelof van Baern (1525 - 22 februari 1559) zoon - getrouwd met Anna Gijsbrechts Pijnssen van der Aa (1525 - 1 maart 1597)
- Gijsbert van Baern (1550 - 24 mei 1579) zoon - na zijn overlijden gaat de heerlijkheid naar zijn zuster Petronella
- Petronella van Baern (1550-1628) - getrouwd met Arnold Raitz von Frentz (1550-1602) uit het Duitse Uradelgeslacht Raitz von Frentz
- Rudolf Raitz von Frentz (1590-) heer van Schonauwen - getrouwd met Geertruid van Selbach van Loon zu Zieverich (ca. 1590-)

## Boerenbedrijf
Schonauwen was tot in de 20e eeuw een typische boerengemeenschap die voor kerk, school en nering aangewezen was op het aanliggende dorp Houten. Omdat de gronden al in de 18e eeuw door inklinking grotendeels niet meer geschikt waren voor landbouw, maar slechts als weidegrond, bezaten de boeren voor het verbouwen van veevoeder en andere gewassen ook veel land op het hoger gelegen gebied rond Houten. Men verbouwde daar koolzaad, wintergerst, tarwe, rogge en haver maar ook erwten, bonen en linzen. Het grootste probleem daarbij was het beschikbaar hebben van voldoende mest. In pachtcontracten wordt dan ook nauwkeurig omschreven hoe men met de mest van koeien, paarden, varkens en ook de menselijke uitwerpselen moest omgaan. Toch moest het land eenmaal in de drie jaar braak blijven liggen, overigens ook om de akkeronkruiden te bestrijden.
Het rundvee was vroeger niet van het eenvormige type zoals dat nu is; in de weilanden liepen zwart-, wit- en roodbonte koeien, zwart gevlekte en zwartblaar. De melkgift was laag, 4-6 liter per dag per koe, evenals de veebezetting van één koe op ruim één bunder. Iedere boer had een aantal werkpaarden, er was bijvoorbeeld een span van vier tot zes paarden voor het ploegen nodig. De boeren hielden geen schapen: kudden schapen werden door derden over de wegen en stoppelvelden gedreven.
De belangrijkste producten van de boerenbedrijven waren zo de melkproducten kaas en boter, die op de markt in Utrecht werden verkocht. Ieder dorp had voor het transport een beurtschip dat die producten naar de stad bracht.

## Bestuur
Het bestuur van deze boerengemeenschap van rond 200 zielen was in handen van de heren van Schonauwen, die werden bijgestaan door de schout en twee schepenen benoemd uit de grote boeren. Van het archief van het gerecht is weinig meer bewaard gebleven dan de verzameling akten, daterend van het begin van de 17e eeuw, waarin grondverkopen werden vastgelegd. Met een aantal belastingregisters, de zogenoemde "Blafferds van het outschildgeld", een grondbelasting, geven ze een globaal beeld van de ontwikkeling van het grondeigendom tot 1800. Daarnaast hebben de besturen zich beziggehouden met het steeds belangrijker wordende onderhoud van sloten en watergangen. In de polder De Knoest was dat niet nodig omdat daar al in 1599 een waterschap was opgericht.

De wijk Schonauwen binnen de gemeente Houten in 2009 (rood)

Na de Franse tijd werden de gerechten omgezet in gemeenten, hoewel er aan de inhoud van het werk weinig veranderde. Van de gemeente Schonauwen is dankzij de nauwgezetheid van de toenmalige burgemeester-secretaris een nagenoeg volledig archief bewaard. De bevoegdheid om akten te registreren was overgegaan naar de nieuw ingestelde Dienst voor het kadaster. De taak van de burgerlijke gemeente was vooral geboorten, huwelijken en overlijdens registreren. Verder was het werkterrein nog zeer beperkt. De gemeente Schonauwen ontstond in 1818. Notaris J.G. Buddingh uit Utrecht vervulde de taak van schout/burgemeester. In 1841 werd hij opgevolgd door W. J. de Voogt en in 1850 door de Houtense burgemeester S. van Raven. In november 1828 vond er een grondruilplaats met de gemeente Schalkwijk. In 1857 werd de gemeente Schonauwen opgeheven en gevoegd bij de gemeente Houten.